# Іда Гастед Гарпер
Іда Гастед Гарпер (18 лютого 1851 - 14 березня 1931) — американська письменниця, журналістка, колумністка та суфражистка, а також вибрана біографиня Сьюзен Ентоні, з якою вона стала співавторкою шеститомного видання History of Woman Suffrage. Гарпер також працювала секретаркою в індіанському відділенні Національної асоціації за виборчі права жінок, стала відомою фігурою руху за надання виборчих прав жінкам у США, писала колонки з питань жіноцтва для багатьох видань по всій країні, і багато іншого.
Іда Гарпер багато подорожувала, читала лекції на підтримку прав жінок, обробляла відносини з пресою для виборчої поправки щодо жінок у Каліфорнії, очолювала національне бюро преси Національної американської асоціації жінок у Нью-Йорку та редакційне відділення Бюро виборчого права Леслі Освіта у Вашингтоні, округ Колумбія, очолювала прес-комітет Міжнародної ради жінок.

## Раннє життя та освіта
Іда Гастед Гарпер народилася 18 лютого 1851 року в Ферфілд Тауншип, графство Франклін, штат Індіана. Вона була старшою з трьох дітей Джона Артура Гастеда та Кассандри (Стоддард). За релігійною приналежністю вона була унітаріанкою.
Близько 1861 року, коли Гастеду було близько десяти років, сім'я переїхала в Мансі, штат Індіана, в пошуках кращих шкіл. "В дитинстві вона показала чудову пам'ять і відзначила літературний талант. Її освіта майже повністю отримала в приватних школах", хоча вона закінчила у вищій школі Мансі, місцевій державній школі. Husted вступив до Індіанського університету в Блумінгтоні, штат Індіана , вступивши в другокурсницю, але залишив у 1869 році педагога і директора середньої школи в Перу, штат Індіана.

## Шлюб і сім'я
28 грудня 1871 року одружилася з Томасом Вінаном Гарпером (1847—1908), випускником Школи права Мічиганського університету та американським ветераном громадянської війни з Огайо. Пара встановила свій будинок в Терре-Хоте, штат Індіана, де він практикував право, був обраний міським прокурором у 1879 році і служив майже 20 років як головний юрисконсульт Братства локомотивних кочегарів, залізничної профспілки, створеної Юджином Дебсом, соціалістичним лідером, який теж жив у Терре-Вер. За її ініціативи Іда Гарпер та її чоловік розлучилися в лютому 1890 року.
Іди Гарпер мала одну дочку, Вінніфред Гарпер Кулі, яка теж стала письменницею і журналісткою.

## Кар'єра
Гарпер розпочала свою плідну кар'єру як журналістка та виборця виборчого права жінок в штаті Індіана. Після розлучення в 1890 році вона пізніше переїхала в Каліфорнію, Нью-Йорк і Вашингтон, де вона продовжувала писати для газет по всій країні, читала лекції на підтримку прав жінок і завершувала свої основні твори, трьох томів біографія, «Життя і робота Сьюзан Б. Ентоні», а також чотири з шести томів історії виборчого права жінки.

### Індіана
Харпер переїхав до Терре-Хоте, штат Індіана, з чоловіком після їхнього шлюбу в 1871 році і незабаром розпочав свою кар'єру журналіста. Хоча її чоловік НЕ схвалював, вона почала писати статті для Terre Haute суботу поштою вечора, спочатку представляючи її ранні статті в початку 1870-х років під чоловічим псевдонімом в «місіс Джон Сміт.» Її власне ім'я не з'являлося з її творами до вересня 1881 року. Ранні писання Харпера також з'явилися в газетах Індіанаполіса.
Гарпер познайомилась зі Сьюзан Ентоні, лідером Національної асоціації виборців жінок (NWSA), в 1878 році, коли Дебс виступив спонсором мови Ентоні в Терре Хауте. У той час NWSA була однією з двох конкуруючих жіночих виборчих організацій, які згодом об'єдналися в Національну американську асоціацію виборців жінок під керівництвом Антонія. Харпер і Антоній незабаром стали друзями і колегами. З 1884 по 1893, за запрошенням Дебса, Харпер також редагував "Департамент жінки", щомісячний стовпець журналу "Локомотивні пожежні" , домашній орган Братства локомотивних пожежників. Крім того, Харпер продовжував свою пропаганду жіночого виборчого права, включаючи її вибори в 1887 році як секретаря розділу Індіана NWSA. У цій якості вона координувала тринадцять районних конвенцій у прагненні прийняти загальнодержавний законопроєкт, що дозволив жінкам голосувати на муніципальних виборах.
У 1889 році Іді Гарпер було запропоновано зайняти редакційну позицію в новинах Terre Haute Daily. Через два тижні після її розлучення у 1890 році вона стала головним редактором газети, одним з перших, хто записав на посаду головного редактора політичну газету. Хоча її служба як головного редактора була короткою, вона очолювала газету через жваві муніципальні вибори. Харпер і газета успішно підтримали двопартійну кандидатуру реформ на виборах у місті. Під час кампанії вона писала редакційні статті і диктувала посади газети, причому кожен кандидат на двопартійний склад був обраний на посаду.
Гарпер пішла у відставку з роботи в Terre Haute в травні 1890 року, щоб переїхати до Індіанаполіса, щоб бути зі своєю дочкою Вінніфред, яка відвідувала класичну школу для дівчат, підготовчу школу коледжу, засновану в 1881 році Мей Райт Севоллом і її чоловіком Теодором Севолом. (Нехай Wrigh Sewall, директор школи, також був головою виконавчого комітету NWSA.) У той час як її дочка навчалася в школі, Гарпер два роки працювала у редакції газети Indianapolis, газети, на яку вона продовжувала робити свій внесок. від'їзд з Індіани.

### Каліфорнія
До 1893 року Іда Харпер переїхала до Каліфорнії, щоб приєднатися до дочки в Стенфордському університеті. Вона також поступила у Стенфорд, але не отримала диплом. У 1896 році, живучи в Каліфорнії, вона також приєдналася до Національної американської асоціації виборчих прав для жінок і стала чути прес - відносини для кампанії NAWSA для поправки виборчого права для жінок в державі. Законодавча спроба провалилася, але дружба Харпера з Сьюзен Б. Ентоні привела до запрошення, щоб допомогти Ентоні з її написанням. Ентоні похвалив письменницькі здібності Харпера, сказавши: "У той момент, коли я даю ідею - справа - вона формулює це у хорошому реченні - поки я повинен був торгуватися над ним півгодини".

### Нью-Йорк
У 1897 році Ентоні попросив Іду Гарпер приїхати в Нью-Йорк, щоб написати її офіційну біографію. Гарпер переїхала до будинку Ентоні в Рочестері, штат Нью-Йорк, щоб розібратися в її документах і переганяти їх у те, що згодом стало трьохтомною біографією «Життя і робота Сьюзен Б. Ентоні». Згідно з біографією Харпера Антонія, вона знайшла в домі Антонія "дві великі зали, наповнені, від підлоги до стелі, матеріалом особистої та історичної природи". У співпраці з Ентоні, Харпер опублікував перші два томи біографії в 1898 році. Харпер написав третій том, який був опублікований в 1908 році, через два роки після смерті Антонія. Гарпер також працювала з Ентоні, щоб написати і редагувати четвертий том, опублікований в 1902 році, з шести томів Історія виборчого права жінки. Харпер був сольним автором п'ятого і шостого томів, які були опубліковані в 1922 році.
На початку століття Гарпер кілька років подорожувала з Антонієм, відвідувала збори прав жінок і читала лекції. Іда Гарпер також писала для великої кількості газет, включаючи Християнський Союз, Західний християнський адвокат, Advance, Чикаго Інтер океан, Чикаго Таймс, Детройт Free Press, "Толедо Блейд, Бостонський вечірній мандрівник, Клівлендський лідер, Журнал «Індіанаполіс» і газета Terre Haute Gazette і Express. Щотижневі синдиковані стовпці Гарпер з'явилися в газетах у кількох великих містах, включаючи Буффало, Нью-Йорк; Чикаго, Іллінойс; Індіанаполіс, Індіана; Філадельфія, Пенсільванія; У Вашингтоні вона також написала колонку для жінок у Нью-йоркському Сонці з 1899 по 1903 рік і регулярну колонку під назвою "Голоси для жінок" для Harper's Bazaar з 1909 по 1913 рік, що допомогло Гарпер зробити відоме ім'я газетної оглядачки.
На додаток до газетних статей і лекцій Іди Гарпер по всій країні, вона активізувалася в Міжнародній раді жінок, яку Ентоні сприяв у створенні. З 1899 по 1902 рік Гарпер була головою прес-комітету ICW і писала статті для International Suffrage News, яка була опублікована в Європі. У 1910 році Іда Гарпер очолила національне бюро преси НАУСА в Нью-Йорку, надаючи інформацію та розробляючи ринок статей про виборчі права жінок в журналах і газетах по всій країні. Вона також свідчила на користь виборчого права жінок перед комітетами Конгресу США.

### Вашингтон, округ Колумбія
У 1916 році Гарпер переїхала до Вашингтона, округ Колумбія, щоб взяти на себе відповідальність за редакційне листування в Бюро виховання виборчого права Леслі (частина Комісії з питань виборчого правосуддя Леслі), і зусилля, спрямовані на поліпшення громадського розуміння виборчого руху жінок і впливу на громадську думку. Її відділ відповідав за стійкий потік газетних редакцій про виборчі права жінок з усієї країни, вихваляючи редакторів, коли вони підтримували виборче право і намагалися відповісти на їхні заперечення, коли вони виступали проти цього. Публікація Бюро сприяла прийняттю Дев'ятнадцятої поправки до Конституції СШАу 1919 році гарантується право жінок голосувати. Після ратифікації дев'ятнадцятої поправки Гарпер завершила написання п'ятого і шостого томів, опублікованих у 1922 році, історії виборчого права жінки.

## Пізніші роки
Активний член Американської асоціації університетських жінок, вона зробила свій будинок в останні роки свого життя в штаб-квартирі цієї організації у Вашингтоні, округ Колумбія.

## Смерть і спадщина
Іда Гарпер померла у Вашингтоні 14 березня 1931 р. після того, як у віці сімдесяти дев'яти років перенесла церебральну кровотечу. Її останки поховані в Мансі, штат Індіана.
До основної спадщини Іди Гарпер відносяться трьохтомник «Життя і творчість Сьюзан Б. Ентоні», її внески до томів з чотирьох по шість історій жіночого виборчого права, а також газетні колонки та журнали від 1870-х до 1920-х років, які визначають її зміну поглядів на права жінок. Вчені, знайомі з життям і роботою Харпера, показують, що вона була продуктом свого часу, стверджуючи, що суперечливий зміст її творів свідчить про те, що погляди Гарпера на права жінок розвивалися, коли вона стала більш незалежною і активною у виборчому праві жінок. Гарпер продовжив свою кар'єру журналіста, незважаючи на заперечення чоловіка. Після того, як вона шукала і отримала розлучення у віці тридцяти дев'яти років, Гарпер вибухнув на свій розсуд, відійшов від свого довгого будинку в Індіані і відновив себе як плідний письменник і захисник прав жінок у Каліфорнії, Нью-Йорк, і Вашингтон, округ Колумбія [22]
Відділ архівів і рукописів Нью-Йоркської публічної бібліотеки містить колекцію робіт Гарпер. Інші колекції її газетних статей та інших відповідних матеріалів знаходяться в спеціальних колекціях бібліотеки Гантінгтона в Сан-Марино, Каліфорнія, і Публічної бібліотеки графства Віго в Терре-Готе, Індіана.